# Enclavi della Vennbahn

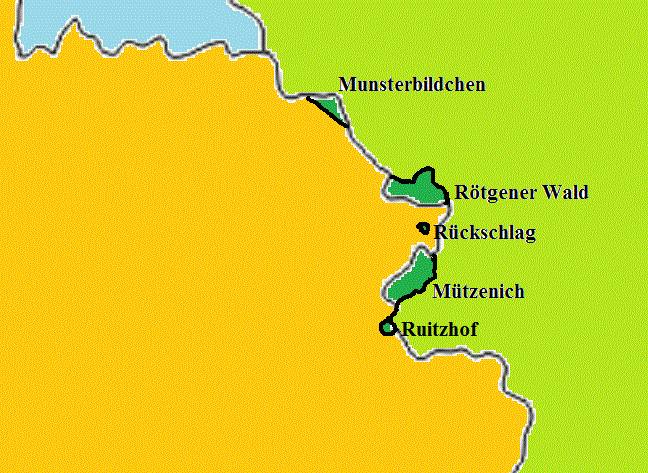
Carta delle enclavi della Vennbahn tra Belgio e Germania, non lontane dai Paesi Bassi

Le enclavi della Vennbahn (in tedesco Enklaven Vennbahn, in francese Enclaves de Vennbahn, in olandese Enclaves van Vennbahn) sono cinque exclavi della Germania in Belgio, separate dalla madrepatria da una breve striscia di territorio belga che è l'ex tratto ferroviario della Vennbahn, ora in gran parte pista ciclabile.
Le enclavi appartengono tutte al distretto governativo di Colonia, parte del land della Renania Settentrionale-Vestfalia, e sono divise fra tre comuni tedeschi:
- Roetgen
- Simmerath
- Monschau

Esse confinano con quattro comuni del Belgio, tutti della provincia di Liegi in Vallonia e facenti parte della Comunità germanofona del Belgio:
- Raeren
- Eupen
- Bütgenbach
- Waimes

Le enclavi hanno una superficie totale di 24,876 km² e una popolazione che nel 2012 risultava di 3.361 ab.

## Storia
Le enclavi vennero create in seguito al trattato di Versailles, conseguentemente alla cessione dalla Germania al Belgio di alcuni territori secondo l'art. 35 del trattato.
Il nuovo confine entrò ufficialmente in vigore tra il 1º novembre 1920 e il 6 novembre 1920, cedendo al Belgio il Cantone dell'Est più la Vennbahn.
Il 18 maggio 1940 il Belgio venne invaso dalla Germania nazista e il confine ritornò quello precedente la Grande Guerra; dopo il 1945 i confini ritornarono a quelli previsti dal Trattato di Versailles.

## Enclavi in dettaglio

### Munsterbildchen
L'enclave di Munsterbildchen è una frazione di Roetgen circondata dal comune di Raeren e divisa dal resto della Germania solo dall'ex tratto della Vennbahn. La frazione è molto vicina al lago di Dreilägerbachtalsperre, che dista nel punto più vicino solo mezzo chilometro. Tutti i rii della frazione sono tributari dello Schleebach, che poi si getta nel Vichtbach. La frazione conta 50 abitanti, ha una superficie di 182,6 ettari ed è attraversata dalla strada statale tedesca 258, che divide in due la frazione e che collega Mayen con Aquisgrana.

### Roetgener Wald (Rötgener Wald)
L'enclave di Roetgener Wald o Rötgener Wald (in italiano Bosco di Roetgen) fa parte in gran parte del comune di Roetgen, anche se una parte minore appartiene al comune di Simmerath; è la seconda enclave per estensione (9,98 km²) e popolazione (1.000 ab.). La strada statale tedesca 258 taglia l'enclave in due parti che non hanno uguale estensione. Il confine dell'enclave è dato da una pista ciclabile che era il tratto della Vennbahn. Dall'enclave si originano molti rii, che sono i tributari destri dello Schleebach, che forma il lago di Dreilägerbachtalsperre, distante 3 km dall'enclave.

### Rückschlag
Rückschlag è l'enclave più piccola (1,6 ha) e meno abitata (4 ab.), ad un'altitudine di 500 m; dipende dal comune di Monschau e gli abitanti di questa enclave appartengono ad un'unica famiglia. La frazione comprende un'abitazione, un campo coltivato e due piccole zone ricoperte di bosco. È divisa dal resto della Germania dal tratto in disuso della Vennbahn.

### Mützenich
Mützenich è l'enclave più abitata (2.237 ab.) e più estesa (12,117 km²). Il paese omonimo si trova quasi al centro dell'enclave. L'enclave non si trova lontano da Monschau di cui è frazione.
Tutta l'enclave è tributaria del fiume Roer.

### Ruitzhof
L'enclave di Ruitzhof ha quasi la forma di triangolo, con una superficie di 93,7 ha e 70 abitanti; la parte est è delimitata dall'ex tratto della Vennbahn che segue quasi il fiume Roer e la parte sud è delimitata dal suo affluente Schwarzbach.

## Galleria d'immagini

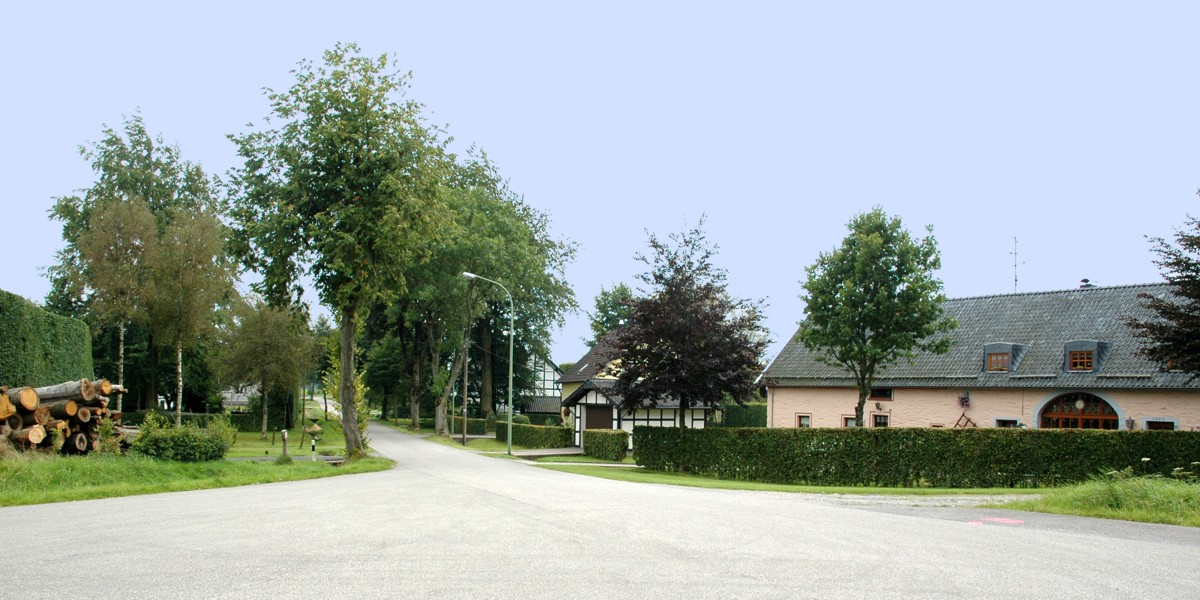
Ruitzhof
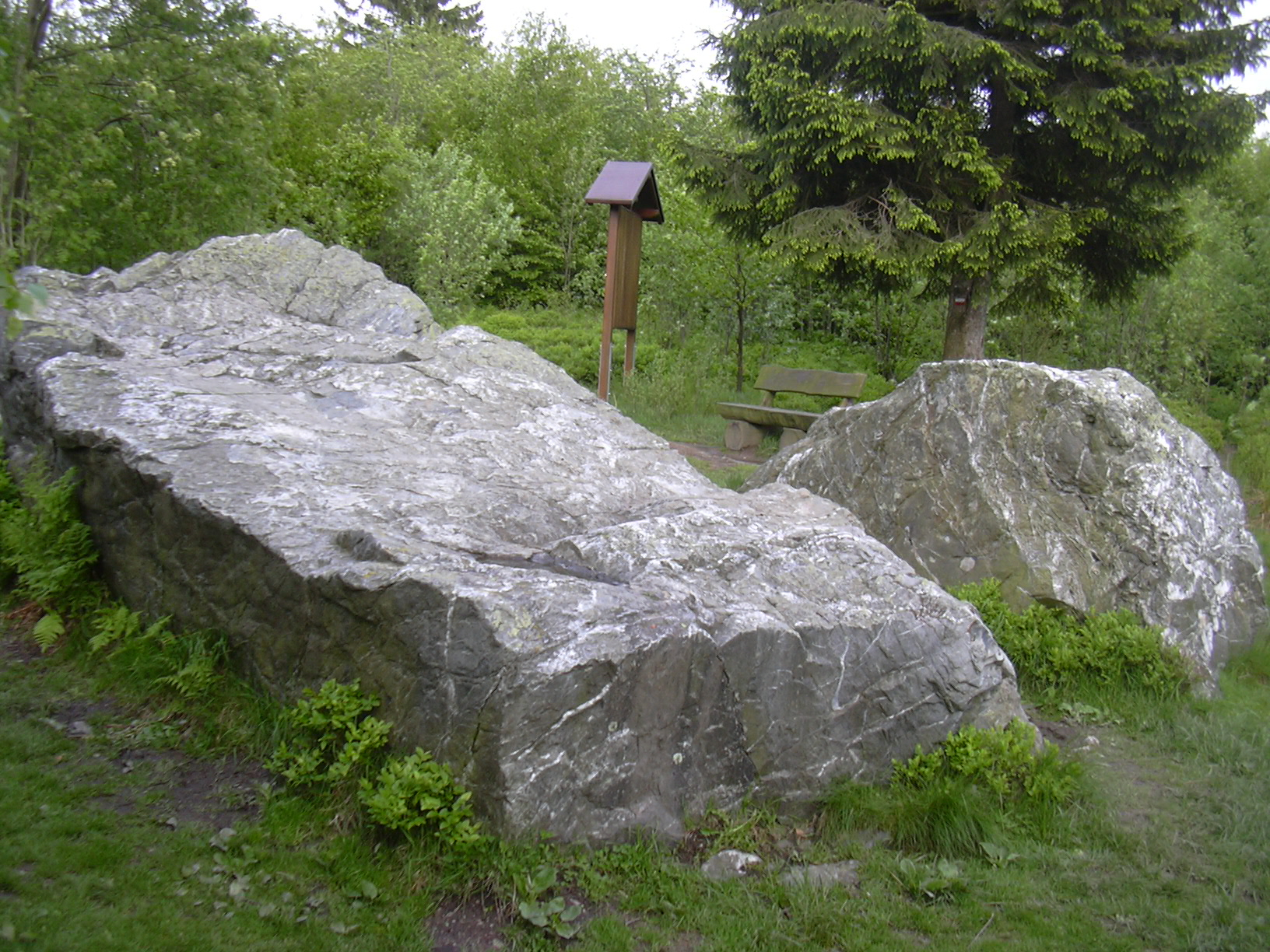
Il Kaiser Karls Bettstatt ("Letto dell'Imperatore Carlo") a Mützenich
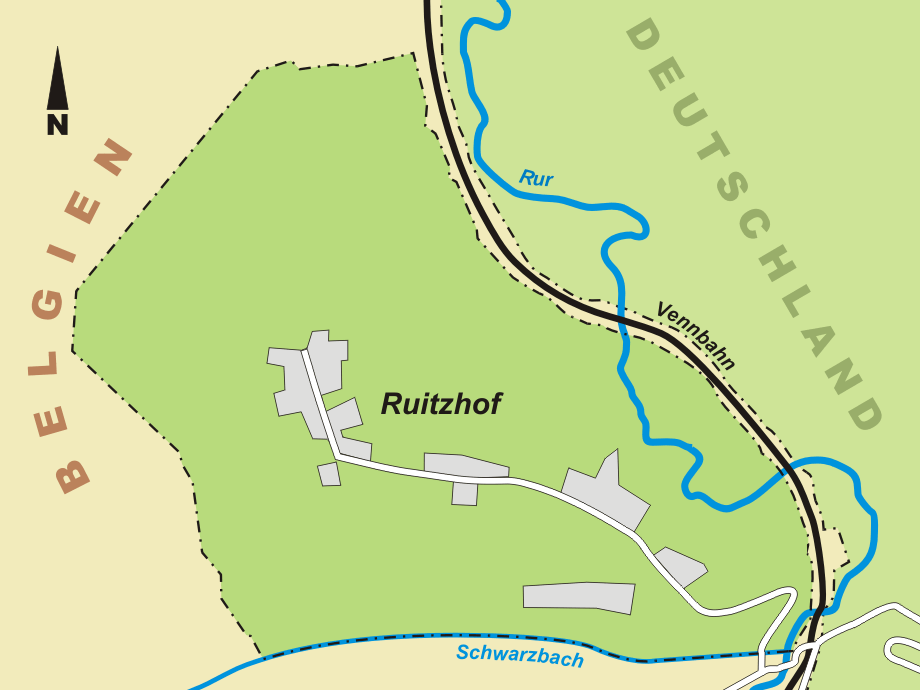
Carta dell'enclave di Ruitzhof (93,7 ha) e 70 ab., frazione di Monschau
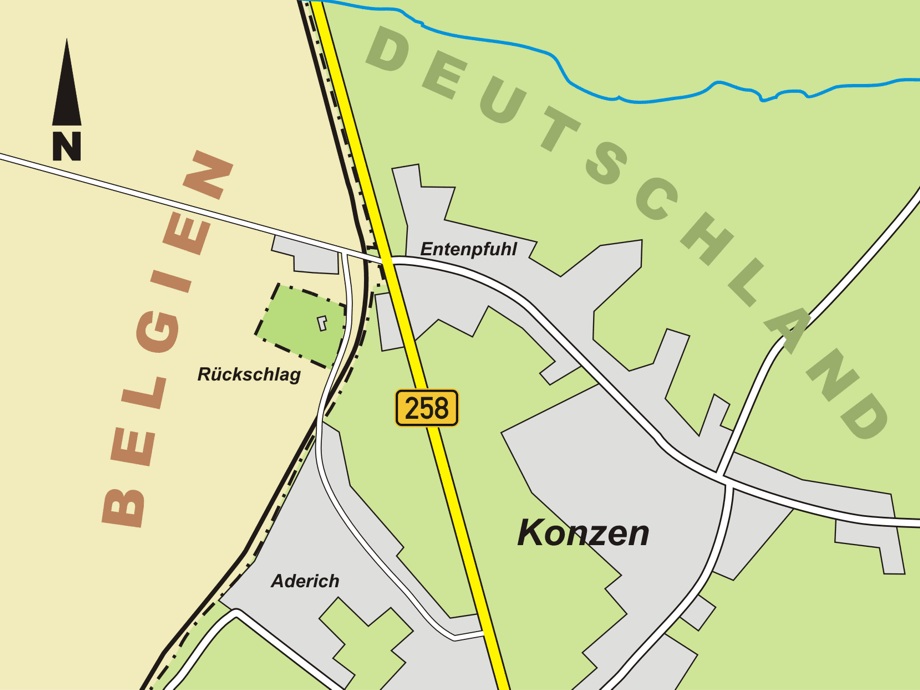
Carta dell'enclave di Rückschlag (1,6 ha) e 4 ab., frazione di Monschau

## Distanze
Ecco le distanze delle enclavi della Vennbahn, partendo da Mützenich, il centro abitato più importante:
- Monschau  4 km
- Eupen  16 km
- Verviers  30 km
- Aquisgrana  35 km
- Liegi  55 km
- Maastricht  70 km
- Colonia  110 km
- Düsseldorf  115 km
- Lussemburgo  135 km
- Bruxelles  146 km
- Thionville  200 km
- Amsterdam  264 km
- Berlino  664 km

## Riepilogo delle enclavi
| Enclave                | Superficie              | Abitanti (2012) | Densità        | Frazione di       |
| ---------------------- | ----------------------- | --------------- | -------------- | ----------------- |
| Munsterbildchen        | 182,6 ha (1,826 km²)    | 50 ab.          | 27,38 ab./km²  | Roetgen           |
| Roetgener Wald         | 998 ha (9,98 km²)       | 1.000 ab.       | 100,20 ab./km² | Roetgen Simmerath |
| Rückschlag             | 1,6 ha (0,016 km²)      | 4 ab.           | 250 ab./km²    | Monschau          |
| Mützenich              | 1.211,7 ha (12,117 km²) | 2.237 ab.       | 184,62 ab./km² | Monschau          |
| Ruitzhof               | 93,7 ha (0,937 km²)     | 70 ab.          | 74,71 ab./km²  | Monschau          |
| Enclavi della Vennbahn | 2.487,6 ha (24,876 km²) | 3.361 ab.       | 135,11 ab./km² | 3 comuni          |